# Agathia zonaria
Agathia zonaria är en fjärilsart som beskrevs av Donovan 1799. Agathia zonaria ingår i släktet Agathia och familjen mätare. Inga underarter finns listade i Catalogue of Life.